# Parque Nacional Kay Rala Xanana Gusmão
O Parque Nacional Kay Rala Xanana Gusmão é um parque de preservação natural e memorial de Timor-Leste.

## História
A criação do parque foi aprovada pelo Conselho de Ministros do governo de Timor-Leste a 20 de outubro de 2015, durante o VI Governo Constitucional,  foi oficializada pela resolução do governo N.º 38/2015, de 21 de outubro, publicada na mesma data no Jornal da República de Timor-Leste.

## Objetivos do parque
De acordo com a literatura do documento de criação, o Parque Nacional visa a prossecução dos seguintes objetivos específicos:
- A proteção e a valorização das paisagens que, pela sua diversidade, interesse histórico e cultural, apresentem interesses dignos de proteção;
- A promoção de atividades de recreio, lazer e aprendizagem que permitam a interação das pessoas com a natureza envolvente de forma sustentável e a aquisição de conhecimentos sobre a importância histórica da resistência na luta pela independência;
- A proteção e recuperação das espécies, ecossistemas e processos ecológicos de determinada área;
- A valorização de atividades culturais e económicas tradicionais;
- A regulamentação das atividades de exploração e edificação, considerando as necessidades das comunidades locais.